# کولمه
کولَمه (نام علمی: Rutilus caspicus) که کُلَمه، کولمه گرگان و تِلاجی هم نامیده می‌شود، یک گونه ماهی از سرده کولمه‌ها است. کولمه در دریای خزر صید می‌شود. پراکنش آن در ایران در جنوب شرقی دریای خزر است. جثهٔ آن دو یا سه برابر ماهی «کولی» است و وزن آن سیصد تا چهار صد و پنجاه گرم تغییر می‌کند.
کولمه همه‌چیزخوار است و از نرم‌تنان، سخت‌پوستان ریز و نوزاد حشرات تغذیه می‌کند. کولمه نیمه‌مهاجر است. دو نوع مهاجرت دارد که شامل مهاجرت از دریا به رودخانه برای تخم‌ریزی (مهاجرت بهاره) و دیگری در داخل دریا برای زمستان‌گذرانی (مهاجرت پاییزه) است.

## ریخت‌شناسی
کولمه دندان حلقی یک ردیفی (۵–۶) دارد. بیشینهٔ درازای بدن آن ۳۵ (میانگین ۲۰) سانتی‌متر است. بدن این ماهی نسبتاً بلند است و ارتفاع آن ۲۵٪ تا ۳۶٪ طول بدن را دربرمی‌گیرد؛ سطح بدن از پولک‌های متراکم متوسط یا درشت پوشیده شده‌است؛ دهان نیمه‌تحتانی است؛ دو انتهای آروارهٔ پایین اندکی از قائمه ابتدای چشم می‌گذرد؛ بالهٔ پشتی بر روی قاعدهٔ بالهٔ لگنی قرار می‌گیرد؛ ابتدا بالهٔ مخرجی نیز در عقب انتهای قاعدهٔ بالهٔ پشتی است؛ طول ساقهٔ دمی ۱۸٪ تا ۲۴٪ طول بدن است.